# 黃琥
黃琥（15世紀—15世紀），字瑩之，江西南昌府豐城縣荷塘里人，明朝政治人物。

## 生平
黃琥是天順三年（1459年）己卯科江西鄉試第四十九名舉人，授臨洮同知，在平涼督賦拿出羨餘抵銷人民欠稅，朝廷出兵岷州衛督餉數萬，他能區畫得宜，並興建浮橋讓人民不再苦於河決，又舉發參將王杲納賄；弘治元年（1488年）陞肇慶知府，廢除供鎮守太監的魚利緡錢三百，二年（1489年）本擬因病辭官，在府民挽留下繼續任職，儲存糧食備荒至萬餘石，同時捍潮築堤防二百里，以德慶瀧水功勞擢為廣東參政，不久請求退休，進階嘉議大夫，著有《直庵集》，入祀臨洮廟祀。

## 引用
1. 1 2  同治《豐城縣志·卷十二·人物志二》：黃琥，字瑩之，荷塘里人，天順鄉薦，授臨洮府同知，嘗督賦平涼，以所得羨餘貸民逋，岷州用師，督餉數萬，區畫悉當，洮民歲苦河決，作浮橋濟民，民廟祀之。先是參將王杲納賄，所司莫敢發，琥受御史檄竟覈其實，陞知肇慶府，隍舊有魚利緡錢三百供守土中貴，隍實無魚錢，則歲辦於民，琥至罷之，積粟萬餘石以備荒，又築捍潮堤二百里，歲免衝溢，以功擢廣東參政，尋乞休，進階嘉議大夫，子思［例貢］。
2. ↑  同治《豐城縣志·卷八·選舉志》：明……天順三年己卯鄉試 解元彭教……黃琥 荷塘人，廣東參政，有傳
3. ↑  道光《蘭州府志·卷八·官師志下》：黃琥，字瑩之，豐城人，成化間同知臨洮府，嘗督賦平涼，以所得羨餘代民逋租，岷州用兵，琥督餉數萬，區畫咸宜，洮水歲漲民病涉，為修浮梁以濟，郡人廟祀之。 採明一統志
4. ↑  光緒《肇慶府志·卷十六·宦績》：黃琥，字瑩之，豐城人，領鄉薦，任臨洮同知，宏治元年知肇慶府，府隍舊有魚利緡錢三百以供守土中貴，隍實無魚錢，則歲辦於民，琥至罷之，宏治己酉引疾解職，民急走當道乞留不得去，積粟備荒至萬餘石，捍潮築隄二百里，以德慶瀧水功擢廣東參政，尋乞休，進嘉議大夫，有《直庵集》。 舊通志